# 예능인력소
《예능인력소》는 2016년 10월 10일부터 12월 26일까지 tvN에서 방송된 예능 프로그램이다.

## 출연자
- 김구라
- 서장훈
- 이수근
- 조세호
- 조우종

### 이전 출연자
- 김흥국

## 시청률
| 2016년 | 2016년    | 2016년 | 2016년                                                 |
| 회차   | 방송일자  | 시청률 | 게스트                                                 |
| ------ | --------- | ------ | ------------------------------------------------------ |
| 1화    | 10월 10일 | 0.722% | 황광희, 태호, 딘딘, 지투, 이영아, 김유지, 이상화       |
| 2화    | 10월 17일 | 0.578% | 태호, BU, 쿤, 지조, 김현욱, 문지애                     |
| 3화    | 10월 24일 | 0.511% | 수민, 기동, MJ, 김명선                                 |
| 4화    | 10월 31일 | 0.660% | 지일주, 지유, 정찬민, 승연                             |
| 5화    | 11월 7일  | 0.665% | 정찬민, 김수용, 김근수, 김기두, 김일중                 |
| 6화    | 11월 28일 | 0.920% | 김준현, 이세영, 이명훈, 양세찬, 이진호, 양기웅         |
| 7화    | 12월 5일  | 0.762% | 신봉선, 김지민, 홍현희, 김정민, 예정화, 나다           |
| 8화    | 12월 12일 | 0.809% | 차오루, 후지타 사유리, 장위안, 엠버, 샘 오취리, 스잘김 |
| 9화    | 12월 19일 | 0.492% | 홍진호, 딘딘, 이용진, 박성광, MC딩동, 서유리           |
| 10화   | 12월 26일 | 0.756% | 이연복, 이천수, 신수지, 서장훈, 정인영, 유재환, 밴쯔   |